# Leucania dungana
Leucania dungana là một loài bướm đêm trong họ Noctuidae.